# Morphia von Melitene
Morphia von Melitene, auch Morfia († 1. Oktober 1126 oder 1127), war die Ehefrau von Balduin II., König des Kreuzfahrerkönigreiches von Jerusalem.
Morphia war die Tochter des armenischen Adligen Gabriel (armenisch Khoril) von Melitene. Obwohl sie Armenier waren, praktizierte die Familie den griechisch-orthodoxen Glauben. Melitene (heute Malatya) grenzte an die Grafschaft Edessa, und bald wurde Gabriel ein Vasall dieses Landes. Der zukünftige König von Jerusalem, Balduin II., war nach 1100 auch Graf von Edessa und festigte seine Position im Land durch die Heirat mit Morphia um etwa 1101. Morphia bekam von ihrem Vater, der sehr reich war, eine Mitgift in Höhe von 50.000 Goldmünzen. Balduin und Morphia hatten vier Töchter:  Melisende,  Alice, Hodierna und Ioveta.
Als Balduin 1118 König von Jerusalem wurde, blieben Morphia und die Kinder in Edessa. Nachdem die Muslime bei der Schlacht auf dem Ager Sanguinis 1119 gesiegt hatten, kehrte Balduin in den Norden zurück, um sich ihnen entgegenzustellen. Nachdem er seine Ländereien gesichert hatte, bezog er Jerusalem 1120 mit seiner Familie und Morphia wurde gekrönt. 
Balduin wurde am 18. April 1123 während einer Patrouille an Edessas Grenzen gefangen genommen. Morphia kehrte in den Norden zurück und sicherte im Juni 1124 seine Freilassung, indem sie ihre Tochter, die vierjährige Ioveta, als Geisel anbot. Ioveta wurde 1125 gegen Kaution freigelassen.
Nach dem Melisende-Psalter starb Morphia am 1. Oktober, das Jahr ist jedoch unbekannt. Es war entweder 1126 oder 1127, wobei 1126 wahrscheinlicher ist. Ohne einen männlichen Erben war Balduin II. gezwungen, seine älteste Tochter Melisende als Erbin einzusetzen, und verheiratete sie mit Fulko V. von Anjou. Auch zwei andere seiner Töchter heirateten einflussreiche Adelige der Kreuzzüge: Alice heiratete Bohemund II. von Antiochia und Hodernia Raimund von Tripolis. Ioveta wurde Nonne in Bethanien. 
Morphia ist möglicherweise teilweise für den griechischen und armenischen Einfluss auf das Lateinische Königreich verantwortlich. Die Kunst des Königreiches, wie der Melisende-Psalter, zeigen oft eine Mischung aus westlichen und östlichen Stilen, genauso wie die Kreuzfahrer auch begannen, östliche Elemente in ihre Kultur aufzunehmen. Morphia wurde im Kloster S. Maria im Tal Josaphat, im Tal von Josaphat außerhalb von Jerusalem, begraben, die angebliche Grablege der Jungfrau Maria, wo später auch ihre Tochter Melisende ihre letzte Ruhestätte finden sollte.